# Brook Park (Ohio)
Pour les articles homonymes, voir Brook Park.
Brook Park est une ville située dans le comté de Cuyahoga, dans l'État de l'Ohio, aux États-Unis. Elle se trouve dans la banlieue de Cleveland.
La partie ouest de la localité est habitée, tandis que la partie est est occupée par l'aéroport international de Cleveland-Hopkins.
Sa population était estimée à 19 212 habitants lors du recensement de 2010, ce qui donne une densité de 985,2 hab/km2.